# Caloplaca teicholyta
Caloplaca teicholyta är en lavart som först beskrevs av Erik Acharius, och fick sitt nu gällande namn av J. Steiner. Caloplaca teicholyta ingår i släktet orangelavar och familjen Teloschistaceae.   Inga underarter finns listade i Catalogue of Life.